# Cas Mudde

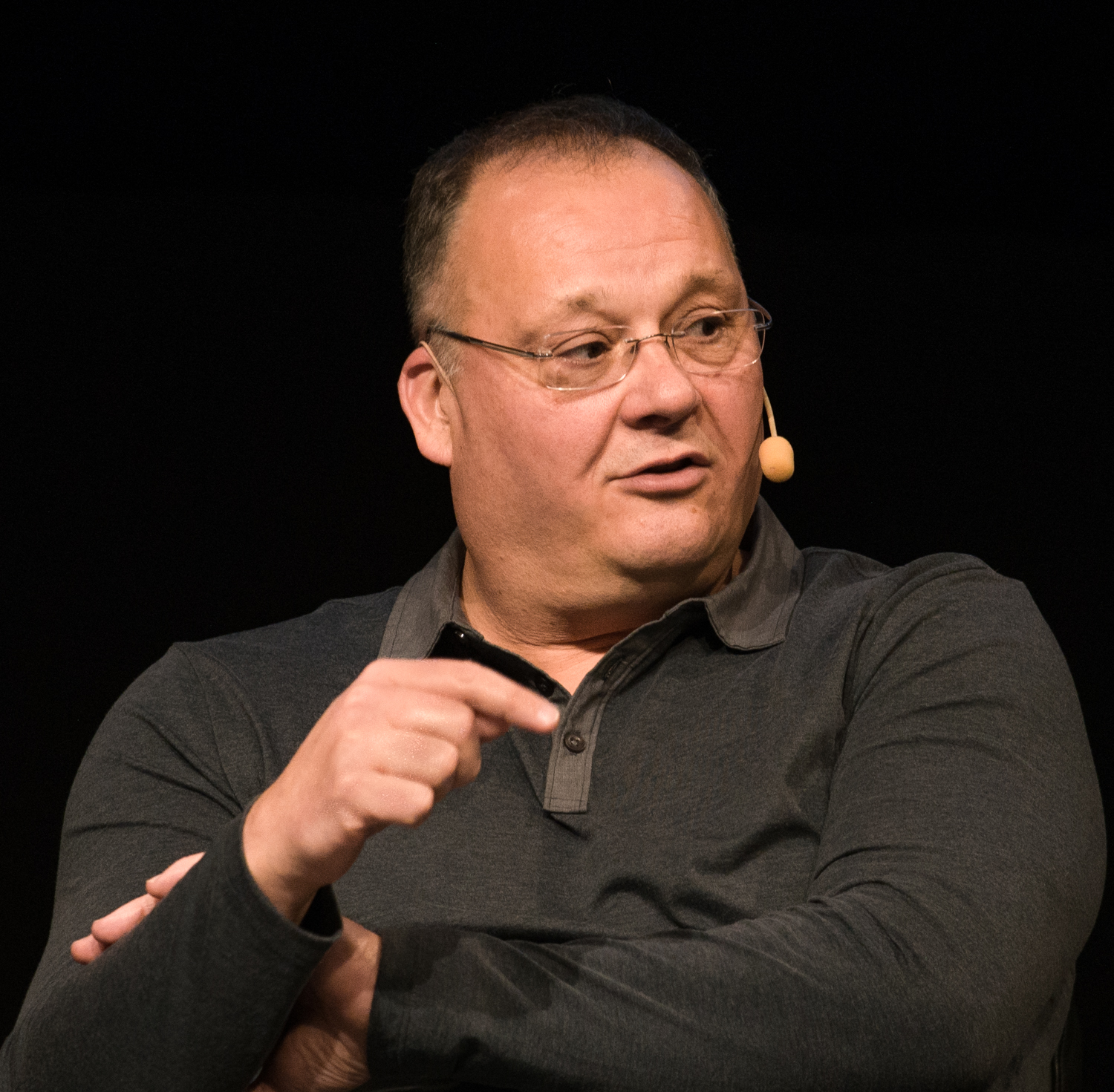
Cas Mudde 2018

Cas Mudde (* 3. Juni 1967 in Geldrop) ist ein niederländischer Politikwissenschaftler. Seine Forschungsschwerpunkte sind Extremismus und Populismus.

## Leben
Mudde studierte Politikwissenschaft an der Universität Leiden, an der er 1993 einen Masterabschluss erwarb. 1998 wurde er dort unter der Betreuung von Peter Mair promoviert. Anschließend lehrte er an der Central European University in Budapest und der University of Edinburgh. 2002 wechselte er an die Fakultät für Politik- und Sozialwissenschaften der Universität Antwerpen. Seit 2012 ist er am Department of International Affairs der University of Georgia in Athens tätig und hält dort inzwischen eine Position als Stanley Wade Shelton UGAF Professor of International Affairs. Zudem ist er Gastprofessor an der Universität Antwerpen. Er forscht unter anderem auf den Gebieten Vergleichende Politikwissenschaft, Demokratie, Extremismus, Islamophobie, Soziale Bewegungen und Politische Parteien.
Mudde war Gastwissenschaftler an zahlreichen US-amerikanischen Universitäten u. a. 2006 Fulbright European Union Scholar-in-Residence an der Rutgers University in New Brunswick, New Jersey (2006), 2007 Willy Brandt Guest Professor am Malmö Institute for Studies of Migration, Diversity and Welfare (MIM) in Schweden, 2008/09 Gastprofessor an der University of Oregon in Eugene, Oregon, 2009/10 Visiting Fellow am Kellogg Institute for International Studies an der University of Notre Dame in South Bend, Indiana, 2010/11 Nancy Schaenen Visiting Scholar am Janet Prindle Institute for Ethics und Hampton und 2011/12 Esther Boswell Distinguished University Professor für Politikwissenschaften an der DePauw University in Greencastle, Indiana.
Mudde berät regelmäßig nationale und internationale Organisationen wie das Europäische Parlament und den Foreign and Commonwealth Office. Er veröffentlichte neben Beiträgen in Zeitungen (u. a. The Guardian und Washington Post) und Fachzeitschriften (u. a. Party Politics, Aus Politik und Zeitgeschichte und Current History) mehrere wissenschaftliche Bücher zum Extremismus und Populismus in Europa. Außerdem ist er Mitbegründer der ECPR Standing Group on Extremism & Democracy und Boardmitglied des IPSA Committee on Concepts and Methods. Mudde gehört auch mehreren Editorial Boards wissenschaftlicher Zeitschriften an.
Sein Bruder Tim Mudde ist ehemaliger Sänger der Rechtsrock-Band Brigade M und war vielfältig als Rechtsextremist aktiv.

## Auszeichnungen
- 2008: Stein Rokkan Prize for Comparative Social Science Research (durch den International Social Science Council)
- 2022: Mitglied der Königlich Niederländischen Akademie der Wissenschaften

## Schriften (Auswahl)
- The Ideology of the Extreme Right. Manchester University Press, Manchester 2003, ISBN 978-0-7190-6446-3.
- Hrsg. mit Roger Eatwell: Western Democracies and the New Extreme Right Challenge. Routledge, London 2004, ISBN 978-0-415-36971-8.
- Hrsg.: Racist Extremism in Central and Eastern Europe. Routledge, London 2005, ISBN 978-0-415-35594-0.
- Populist Radical Right Parties in Europe. Cambridge University Press, Cambridge 2007, ISBN 978-0-521-85081-0.
- Hrsg. mit Cristóbal Rovira Kaltwasser: Populism in Europe and the Americas. Threat or Corrective for Democracy? Cambridge University Press, Cambridge 2012, ISBN 978-1-107-02385-7.
- Hrsg.: Political Extremism. 4 Bände, SAGE Publications, London 2014, ISBN 978-1-4462-5594-0.
- Hrsg.: Youth and the Extreme RIght. IDEBATE, New York 2014, ISBN 978-1-61770-093-4.
- On Extremism and Democracy in Europe. Routledge, London, 2016, ISBN 978-1-138-71471-7.
- SYRIZA: The Failure of the Populist Promise. Palgrave Macmillan, London, 2017, ISBN 978-3-319-47478-6.
- Populism: A Very Short Introduction (mit Cristobal Rovira Kaltwasser). Oxford University Press, Oxford, 2017, ISBN 978-0-19-023487-4.
- The Populist Radical Right: A Reader. Routledge, London, 2017, ISBN 978-1-138-67386-1.
- The Far Right in America. Routledge, London, 2018, ISBN 978-1-138-06389-1.